# Michel Onfray
Michel Onfray  (Argentan, 1 de enero de 1959) es un filósofo francés con cerca de 100 obras publicadas en las que formula un proyecto materialista, hedonista, ético y ateo. Fue fundador de la Universidad Popular de Caen (Francia). Es un declarado “nietzscheano iconoclasta”. Cree que no hay filosofía sin psicología, sin sociología, ni ciencias. Un filósofo piensa en función de las herramientas de que dispone; si no, piensa fuera de la realidad.
Forma parte de una línea de intelectuales próximos a la corriente individualista anarquista, reivindica el libertinaje, el erotismo, la gastronomía y el placer sensual inspirado por los cirenaicos (Aristipo), los cínicos (Diógenes), los epicúreos (Epicuro) y por filósofos como La Mettrie, Deleuze y Foucault. Según él, la educación nacional enseña la historia oficial de la filosofía y no aprender a filosofar. Para él, "la mejor enseñanza, es la enseñanza socrática", es decir, la pregunta en todo momento.

## Biografía
Michel Onfray nació en el seno de una familia modesta normanda, hijo de un obrero rural y de una señora de la limpieza de origen español (el abuelo materno de Onfray era un español emigrado a Normandía llamado Hurtado). Fue abandonado a los diez años en un orfanato salesiano, cuestión que marcó profundamente su pensamiento, pues lo recuerda en diversos libros. Trabajó en una fábrica de quesos y fue empleado ferroviario. Alumno impecable, se doctoró en filosofía con 27 años con la tesis Les implications éthiques et politiques des pensées négatives de Schopenhauer à Spengler (Las implicaciones éticas y políticas del pensamiento negativo, de Schopenhauer a Spengler). De 1983 a 2002, enseñó filosofía en un instituto de formación profesional de la ciudad de Caen.
Dimite en 2002 y crea, en la tradición de las Universidades Populares, junto a otros profesores de filosofía, la Universidad Popular de Caen. Allí, da seminarios anuales, gratuitos y libres, en los que cruza hedonismo, anarquismo y estética. Sobre este tipo de centros de enseñanza autónomos, escribió en 2004 La communauté philosophique. Manifeste pour l'Université populaire. Este libro/manifiesto explica los motivos de este proyecto que aboga por una enseñanza de calidad abierta a todos, pues el conocimiento es lo que crea la ciudadanía. Creó en 2006 una Universidad Popular del Gusto en Argentan, y en 2013 una Universidad Popular del Teatro, con el dramaturgo y director de escena Jean-Claude Idée. Es importante mencionar que la universidad en la que piensa Onfray, está inspirada en el Jardín de Epicuro, oponiéndose así al proyecto de república platónico. 
Desde 2010, la emisora nacional France Culture emite en verano las conferencias que Michel Onfray ha dado durante el curso en la Universidad Popular de Caen.
Onfray decidió no tener hijos.

## Pensamiento político
Promueve una suerte de socialismo libertario. Por ejemplo, ante medios franceses, como Radio Libertaire y Le Point, ha dicho que favorece una gestión libertaria del capitalismo o «capitalismo libertario», contrastándola con la gestión liberal convencional. Dice querer una economía inspirada en Proudhon y en la Comuna.
Para Onfray, el capitalismo es infranqueable e inherente a la tierra, relacionado con la escasez: "es consustancial al mundo, desde que es mundo, desde el Neolítico, cuando se descubrieron fósiles o caracoles bonitos, su belleza o su rareza constituían su valor. A partir de esta teoría, uno puede imaginar que hubo capitalismos, formas de fabricar capital a partir de cierto número de objetos, por lo que puedo hablar de un capitalismo neolítico. Y aunque hay un capitalismo liberal, también ha habido un capitalismo antiliberal, hubo un capitalismo soviético, un capitalismo fascista, un capitalismo guerrero, un capitalismo chino...". diferencia de la tradición de carácter marxista, para Onfray el capitalismo no es un fetiche (idea procedente de Guattari); la idea de que tiene fecha de nacimiento (y, por tanto, de posible deceso) es una idea marxista. Diferencia el capitalismo del liberalismo, argumentando que el primero es la forma de producción y el segundo el modo de repartición. A menudo se habla del capitalismo como sinónimo del liberalismo, lo cual es para él un error. De este modo, la gestión libertaria del capitalismo no sería otra cosa que el reparto justo de la riqueza desde un punto de vista anarquista socialista.
Onfray votó en 2002 por el candidato presidencial de la trotskista Liga Comunista Revolucionaria; en 2007, pidió el voto por el independiente y agrarista José Bové para la presidencia de Francia. Onfray argumenta el hecho de la votación en el sentido de que "la elección no es más que la posibilidad de indicar un equilibrio de fuerzas que permitiría a la gente en el poder realizar una u otra política, o apoyar o no una reforma o bien rechazarlas; poner en evidencia una oposición fuerte o menos fuerte... Es, entonces, la posibilidad de manifestar una relación de fuerzas, no es más que eso; no es cuestión de irse a la revolución con las urnas".[cita requerida]
En 2007 entrevistó a Nicolás Sarkozy, de quien es un frontal opositor.

## Las controversias
Expone que las religiones son indefendibles como herramientas de soberanía y trato con la realidad. En su Tratado de ateología enuncia una crítica contra la religión presentando un rechazo a la existencia de lo trascendente y promoviendo el interés por «nuestro único bien verdadero: la vida terrenal, el bienestar y la emancipación de cuerpos y mentes, de mujeres y hombres. Algo solo alcanzable a través de una "descristianización radical de la sociedad"». El éxito del Tratado de ateología (tenía vendidos 126 078 ejemplares en 2012) muestra el creciente interés por las cuestiones religiosas en Francia.
El Tratado de ateología desencadenó en 2005 una polémica en los medios intelectuales franceses: aparecieron decenas de artículos sobre el tema y dos libros que respondieron a Michel Onfray, criticando lo que sus autores consideran como «errores históricos» y «confusiones» en el ensayo de Onfray.
En 2010, se edita "Freud: el crepúsculo de un ídolo". En él se dice del psicoanálisis freudiano que no es más que el producto de influencias de la psicología, de la literatura y de la filosofía, pero en ningún caso es la ciencia a la que aspiraba su fundador Freud, al que Onfray describe como tacaño, mitómano, cocainómano, que se acuesta con su cuñada y luego dice que no practica el sexo para sublimar su ciencia. Si ya existían obras como "El libro negro sobre el psicoanalisís", el ensayo de Onfray y sus miles de ejemplares vendidos, en el cual se dice que el Psicoanálisis solo tiene un efecto placebo y que no es para nada una ciencia, provocó la crítica de los psicoanalistas. Elisabeth Roudinesco, historiadora del psicoanálisis, publicó un artículo en el semanario Le Nouvel Observateur en el cual pretendía desacreditar las tesis de Onfray. Diversos artículos y programas televisivos trataron el asunto. En mayo del 2010 Gérard Haddad publicó en Le Monde una «Carta abierta a Michel Onfray» en defensa de la figura de Sigmund Freud.
En 2012, escribe un artículo en el semanal Le Point, en el cual elogia el libro de Jean Soler Qui est Dieu? (¿Quién es Dios?), el cual desmitifica los tres monoteísmos abrahámicos y lo entronca con su Tratado de Ateología. El artículo recibió múltiples respuestas desde una parte del judaísmo francés: hasta el Crif (Consejo representativo de las instituciones judías de Francia) entró de lleno en la polémica, reproduciendo en su web un artículo anti-Onfray aparecido en la revista La règle du Jeu del también filósofo Bernard Henri Levy. El enfrentamiento pronto creó dos bandos: en el de Onfray estaban los altermundialista, los soberanistas y los anti-Tratado de Maastrich; en el otro, los proglobalización, pro-Derecho de Intervención y proestadounidense[cita requerida].
Respecto a la visión de Michel Onfray sobre la historia del anarquismo en Francia se pronunció Lou Marin, editorialista de Le Monde libertaire, calificándola como un relato funcional a la simpatía o antipatía de Onfray para con grandes figuras como Albert Camus.

## Obras traducidas al español
En orden ascendente a su publicación en francés:
- El vientre de los filósofos. Crítica de la Razón Dietética; (trad. Silvia Kot); Buenos Aires; Libros Perfil; 1999 [publicada en francés en 1989]
- Cinismos. Retrato de los filósofos llamados 'Perros'; (trad. Alcira Bixio); Buenos Aires; Paidós; 2002 [publicada en francés en 1990]
- La construcción de uno mismo. La moral estética; (trad. Silvia Kot); Buenos Aires; Libros Perfil; 2000 [publicada en francés en 1993]
- La escultura de sí. Por una moral estética; (trad. Irene Antón); Madrid; Errata Naturae; 2009 [publicada en francés en 1993]
- La razón del gourmet; (trad. Víctor Goldstein); Buenos Aires; Ediciones La Flor; 1999; [publicada en francés en 1995]
- El deseo de ser un volcán. Diario hedonista; (trad. Silvia Kot); Madrid; Libros Pefil; 1999 [publicada en francés en 1996]
- Política del rebelde. Tratado de la resistencia y la insumisión; (trad. Enrique Kosicki y Silvia Kot; rev. Luz Freire); Buenos Aires; Paidós; 1999, Editorial Anagrama, Barcelona, 2011 [publicada en francés en 1997]
- Teoría del cuerpo enamorado. Por una erótica solar; (trad., prológo y notas Ximo Brotons); Madrid; Pre-Textos; 2002 [publicada en francés en 2000]
- Antimanual de filosofía. Lecciones socráticas y alternativas; (trad. Irache Ganuza Fernández; prológ. José Antonio Marina); Madrid; EDAF; 2005 [publicada en francés en 2001]
- Fisiología de Georges Palante. Por un nietzscheanismo de izquierdas; (trad. Claudia Scrimieri Rodríguez); Madrid; Errata Naturae; 2009 [publicada en francés en 2002]
- La comunidad filosófica. Manifiesto por una universidad popular; (trad. Antonia Garcìa Castro); Madrid; Gedisa; 2008 [publicada en francés en ¿2004?]
- La filosofía feroz. Ejercicios anarquistas; (trad. y notas Iair Kon ); Buenos Aires; Libros del Zorzal; 2006 [publicada en francés en 2004]
- Tratado de ateología. Física de la metafísica; (trad. Luz Freire); Barcelona; Anagrama; 2006 [publicada en francés en 2005]
- La fuerza de existir. Manifiesto hedonista; (trad. Luz Freire); Barcelona; Anagrama; 2008 [publicada en francés en 2006]
- Las sabidurías de la antigüedad. Contrahistoria de la Filosofía I; (trad. Marco Aurelio Galmarini); Barcelona; Anagrama; 2007 [publicada en francés en 2006]
- El cristianismo hedonista. Contrahistoria de la Filosofía II; (trad. Marco Aurelio Galmarini); Barcelona; Anagrama; 2007 [publicada en francés en 2006]
- Los libertinos barrocos. Contrahistoria de la Filosofía III; (trad. Marco Aurelio Galmarini); Barcelona; Anagrama; 2009 [publicada en francés en 2007]
- Los ultras de las luces. Contrahistoria de la Filosofía IV; (trad. Marco Aurelio Galmarini); Barcelona; Anagrama; 2010 [publicada en francés en 2007]
- El sueño de Eichmann. Precedido de 'Un kantiano entre los nazis'; (trad. Alcira Bixio); Madrid; Gedisa; 2009 [publicada en francés en 2008]
- La inocencia del devenir. La vida Friedrich Nietzsche; (trad. Alcira Bixio); Madrid; Gedisa; 2007 [publicada en francés en 2008]
- Manifiesto arquitectónico para la universidad popular. La comunidad filosófica.
- Con Patrick Buchanan Una máquina de transportar la voz; (trad. ¿?); Madrid; Gedisa; 2010 [publicada en francés en ¿?]
- Junto con Gianni Vattimo y Paolo Flores D'Arcais: ¿Ateos o creyentes? Conversaciones sobre Filosofía, Política, Ética y Ciencias; Barcelona; Paidós; 2009 [publicada en francés en ¿?]
- El arte de despreciar la muerte, en Adelante, ¡contradígame! Filosofía en Conversación [diálogos diversos entre Ger Groot y Hans Georg Gadamer, Leszek Kolakowski, Cornelis Verhoeven, René Girard, Julia Kristeva, Alain Finkielkraut, Fernando Savater, Rüdiger Safranski, Michel Onfray, Gianni Vattimo, Alvin Plantinga, Theo de Boer, Paul Ricoeur, Tzvetan Todorov, Richard Rorty, Charles Taylor, Claude Lefort, Stephen White]; Madrid; Sequitur; 2008
- Teoría del cuerpo enamorado. Por una erótica solar, (trad. Ximo Brotons), Editorial Pre-Textos; 2008
- Freud. El crepúsculo de un ídolo, (Traducción de Horacio Pons), Taurus, 2011. (Publicada en francés en 2010)
- Filosofar como un perro, (Traducción de Mateo Shapire), Buenos Aires, Capital Intelectual 2013. (Publicada en francés en 2010)
- Cosmos. Una ontología materialista, (Traducción de Alcira Bixio), Buenos Aires; Paidós, 2016
- Pensar el Islam, (Traducción de Núria Petit Fontserè), Buenos Aires, 2017
- El eudemonismo social. Contrahistoria de filosofía V, (Traducción de Alcira Bixio), Buenos Aires, El cuenco de plata, 2017
- Thoreau, el Salvaje. (Traducción de Edgardo Scott), Buenos Aires, Ediciones Godot, 2019. ISBN 978-987-4086-79-2
- Las avalanchas de Sils Maria. Geología de Friedrich Nietzsche (traducción de Rubén Martín Giráldez), Barcelona, Fragmenta Editorial, 2021. ISBN 978-84-17796-43-3 [Publicada en francés en 2019]

## Obras en el idioma original francés
- Le ventre des philosophes, critique de la raison diététique (1989)
- Physiologie de Georges Palante, portrait d’un nietzschéen de gauche (1989)
- Cynismes, portrait du philosophe en chien (1990)
- L'art de jouir : pour un matérialisme hédoniste (1991)
- La sculpture de soi: la morale esthétique (1991)
- L’œil nomade : la peinture de Jacques Pasquier (1992)
- La raison gourmande, philosophie du goût (1995)
- Ars moriendi : cent petits tableaux sur les avantages et les inconvénients de la mort (1995)
- Métaphysique des ruines : la peinture de Monsu Désidério (1995)
- Les formes du temps : théorie du Sauternes (1996)
- Politique du rebelle : traité de résistance et d’insoumission (1997)
- À côté du désir d’éternité : fragments d’Égypte (1998)
- Théorie du corps amoureux : pour une érotique solaire (2000)
- Prêter un livre n’est pas voler son auteur (2000)
- Antimanuel de philosophie : leçons socratiques et alternatives (2001)
- Célébration du génie colérique : tombeau de Pierre Bourdieu (2002)
- L’invention du plaisir : fragments cyrénaïques (2002)
- Esthétique du Pôle nord : stèles hyperboréennes (2002)
- Splendeur de la catastrophe : la peinture de Vladimir Vélikovic (2002)
- Les icônes païennes : variations sur Ernest Pignon-Ernest (2003)
- Archéologie du présent, manifeste pour l’art contemporain (2003)
- Féeries anatomiques (2003)
- La philosophie féroce (2004)
- La communauté philosophique (2004)
- Traité d’athéologie, París, Grasset, 2005
- Naissance d'une université populaire (conferencia; con la participation de Stefan Leclercq), DVD, Editions Sils María, 2005
- La sagesse tragique : du bon usage de Nietzsche, París, Livre de Poche, 2006, Biblio essais n°4388 - (manuscrito que data de 1986, tiempo perdido por el autor.)
- Traces de feux furieux, La philosophie féroce II, Galilée, 2006
- La puissance d'exister, Grasset, 2006
- Théorie du voyage : poétique de la géographie, Galilée, 2007
- Fixer des vertiges. Les photographies de Willy Ronis, Galilée, 2007
- La Pensée de midi. Archéologie d'une gauche libertaire, Galilée, 2007
- Le songe d'Eichmann, Galilée, 2008
- L'Innocence du devenir. La vie de Frédéric Nietzsche, Galilée, 2008
- Le Chiffre de la peinture - L'oeuvre de Valerio Adami, Galilée, 2008
- Le soucis des plaisirs : construction d'une érotique solaire, Flammarion, 2008
- Le Crépuscule d'une idole. L'affabulation freudienne, Grasset, 2010
- Philosopher comme un chien, Editions Galilée 2010
- Journal hédoniste :
- I. Le désir d’être un volcan (1996)
- II. Les vertus de la foudre (1998)
- III. L’archipel des comètes (2001)
- IV. La lueur des orages désirés (2007)
- Contre-histoire de la philosophie :
- 1. Les sagesses antiques - de Leucippe à Diogène d'Oenanda, Grasset, 2006
- 2. Le christianisme hédoniste - de Simón le magicien à Montaigne, Grasset, 2006
- 3. Les libertins baroques, Grasset, 2007
- 4. Les ultras des lumières, Grasset, 2007
- 5. L'eudémonisme social, Grasset, 2008
- 6. Les Radicalités existentielles, Grasset, 2009
- 7. La Construction du Surhomme, Grasset, 2011
- 8. Les Freudiens hérétiques, Grasset, 2013
- 9. Les Consciences réfractaires, Grasset, 2013
- L'ordre libertaire. La vie philosophique d'Albert Camus, Flammarion, 2012
- Vies et mort d’un dandy. Construction d’un mythe, Galilée, 2012
- Rendre la raison populaire. Université populaire, mode d’emploi, Autrement, 2012
- Le Postanarchisme expliqué à ma grand-mère. Le Principe de Gulliver, Galilée, 2012
- Le Canari du nazi. Essais sur la monstruosité, Collectif, Autrement, 2013
- La Raison des sortilèges. Entretiens sur la musique, Autrement, 2013
- Un requiem athée, Galilée, 2013
- Avant le silence. Haïkus d’une année, Galilée, 2014
- Bestiaire nietzschéen. Les Animaux philosophiques, Galilée, 2014
- Les Petits serpents. Avant le silence, II, Galilée, 2015
- Haute école. Brève histoire du cheval philosophique, Flammarion, 2015
- Penser l'Islam, Grasset, 2016
- Le Miroir aux alouettes. Principes d'athéisme social, Plon, 2016
- La Force du sexe faible. Contre-histoire de la Révolution française, Autrement, 2016
- L'Éclipse de l'éclipse. Avant le silence, III, Galilée, 2016
- Décadence, Flammarion, 2017
- Ánima 2024